# Matroska (Ort)
Matroska (ukrainisch Матроска; russisch Матросская Matrosskaja; rumänisch Matroasca-Cuhurlui) ist ein Dorf im Budschak im äußersten Südwesten der Ukraine mit etwa 2200 Einwohnern (2006).
Das 1843 gegründete Dorf liegt im Rajon Ismajil in der Oblast Odessa und ist die einzige Ortschaft der gleichnamigen Landratsgemeinde.
Matroska grenzt im Süden an das Nordufer der Donau, die hier die Grenze zu Rumänien bildet, im Osten an die Stadt Ismajil, im Norden an das Dorf Broska und im Westen an das Dorf Larschanka.
Am 7. September 2016 wurde der Name des Ortes von Матроська auf Матроска geändert.
Am 12. Juni 2020 wurde das Dorf ein Teil der Landgemeinde Safjany; bis dahin bildete es die Landratsgemeinde Matroska (Матроська сільська рада/Matroska silska rada) im Südwesten des Rajons Ismajil.